# Serra de Can Tabola
|  | Per a altres significats, vegeu «Can Tabola (desambiguació)». |

La Serra de Can Tabola és una serra del terme municipal de Bigues i Riells, al Vallès Oriental, en territori del poble de Riells del Fai.
Està situat a llevant de Riells del Fai, i forma una continuïtat, tot i la diferència d'alçada, amb el Turó de les Onze Hores. Separa la vall del torrent de Llòbrega, al nord, de la del torrent de Can Pagès, que queda al sud. Pren el nom de la masia de Can Tabola, situada en el sector nord-est de la serra.